# Informations-, Kommunikations- und Medienzentrum Cottbus

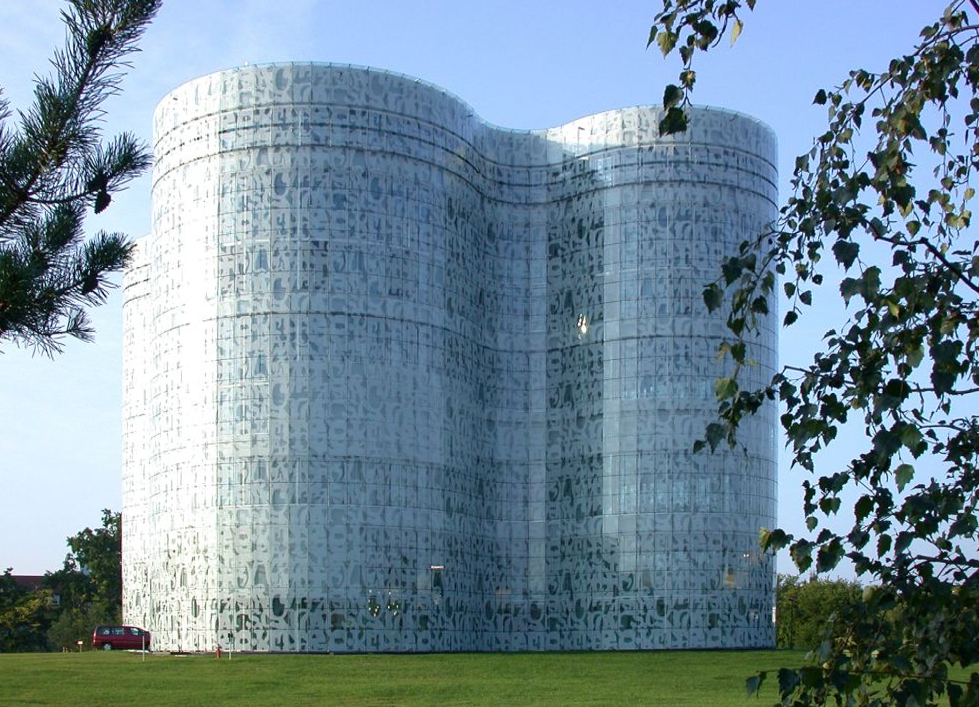
IKMZ der BTU Cottbus-Senftenberg

Das Informations-, Kommunikations- und Medienzentrum (IKMZ) ist eine Einrichtung der Brandenburgischen Technischen Universität Cottbus-Senftenberg am Standort Cottbus. Sie dient als Bibliothek, Multimedia-, Rechenzentrum und unterstützt die interne Datenverarbeitung der Universität.
In der Universitätsbibliothek stehen über eine Million Medien, über 580 laufenden Zeitschriften sowie über 22.000 elektronische Zeitschriften und fast 100.000 digitale Dokumente (CD‐ROM, DVD, E‐Books) zur Verfügung. Zudem beherbergt das IKMZ auf einem unterirdischen und sieben oberirdischen Geschossen rund 600 Arbeitsplätze für Besucher der Bibliothek. Ein Großteil des Vorlasses des Architekturkritikers Ulrich Conrads befindet sich im Ulrich-Conrads-Archiv der Bibliothek.
Das Gebäude steht seit April 2025 unter Denkmalschutz.

## Architektur
Das Gebäude wurde von den Architekten Herzog & de Meuron entworfen. Als Folge ihres 2. Preises im Campus-Masterplan-Wettbewerb erhielten sie 1998 den Auftrag für den Neubau der Bibliothek. Das Gebäude wurde 2004 fertiggestellt und gewann folgende Auszeichnungen:
- 2006: Bibliothek des Jahres[8]
- 2006: Ort im Land der Ideen[9]
- 2007: Große Nike[10]
- 2007: Deutscher Architekturpreis[11]

Die Fassade besteht vollständig aus Glas, das mit weißen Buchstaben ungeordnet bedruckt ist.